# Marrabenta
Marrabenta es un género popular de música de baile de Mozambique que combina ritmos de danza tradicional mozambiqueños con música folclórica portuguesa. Fue creado en Maputo, la capital de Mozambique, durante las décadas de 1930 y 1940.

## Etimología
El nombre de marrabenta deriva de la palabra portuguesa rebentar (arrabentar en el vernáculo local), que significa "romper", en referencia a las características de los instrumentos musicales utilizados para reproducir esta música, como guitarras de lata o cajas de madera, que al ser tocadas enérgicamente eran proclives a rompenser. Otras teorías afirman que la palabra marrabenta describe la forma de bailar este ritmo, enérgico y dando saltos "hasta reventar".

## Historia

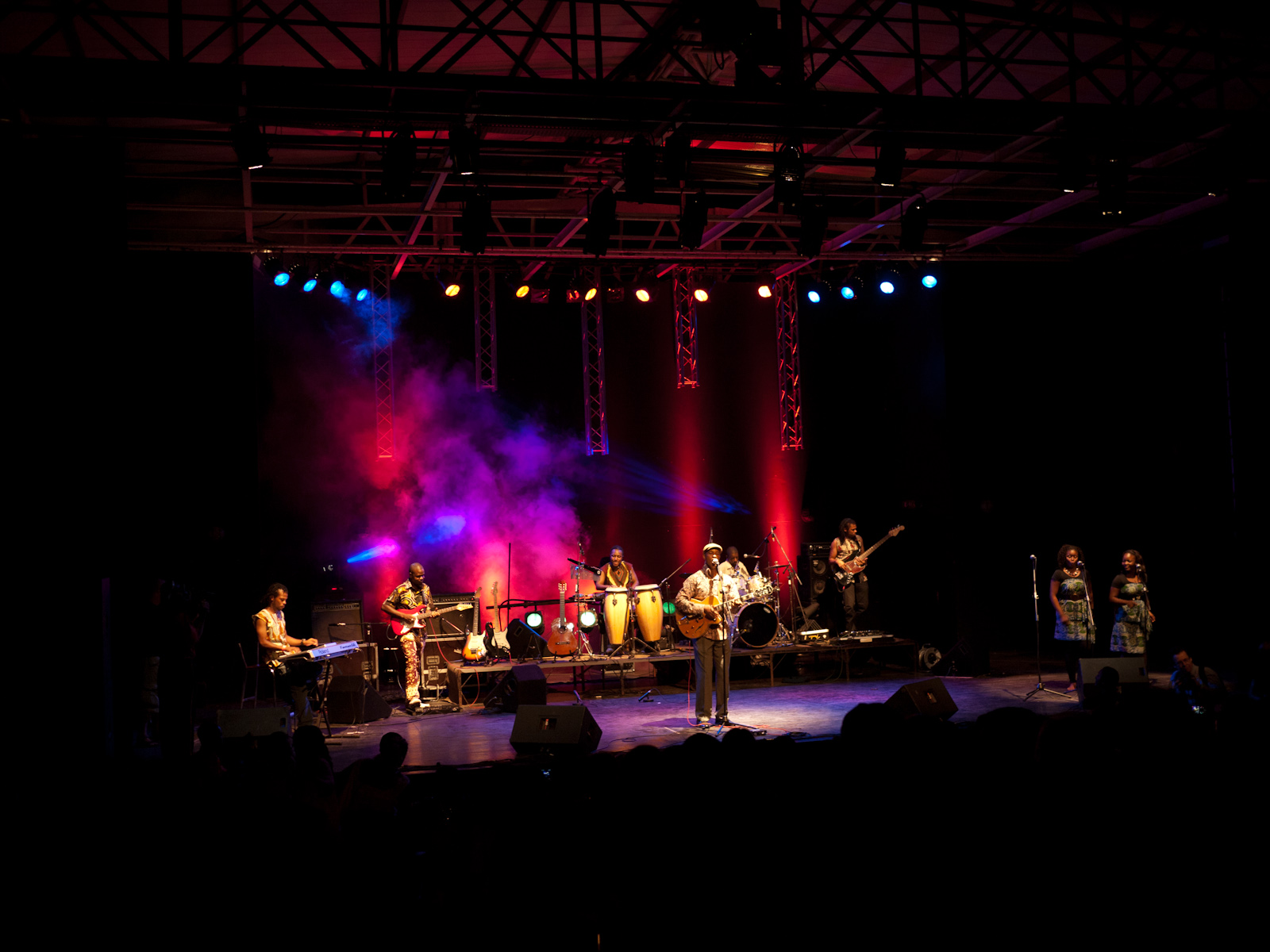
Festival de Marrabenta en el Centro Cultural Franco-Moçambicano en Maputo, Mozambique

La marrabenta nació en Mozambique a finales de la década de 1930, etapa en la que el país aún estaba bajo el dominio colonial portugués. Sus creadores eran personas del pueblo llano mozambiqueño que tocaban la guitarra y cantaban durante sus encuentros.
Los ritmos de danza son característicos de la música tradicional africana. La marrabenta surgió al tratar de reproducir estos sonidos tradicionales con los nuevos instrumentos occidentales, ganando popularidad en poco tiempo entre los jóvenes en la década de 1940.
En 1977, ante el estallido de la guerra civil de Mozambique, el gobierno del país cerró locales de marrabenta al considerarlo como una forma de expresar su disidencia. Aunque durante ese periodo su popularidad descendió nunca llegó a desaparecer, ya que muchos mozambiqueños, entre ellos algunos músicos emigraron a Sudáfrica.
Desde 2008 se celebra anualmente, en Maputo entre otras localizaciones, el Festival de Marrabenta con el objetivo de preservar y promocionar este género musical.

## Estilo
Por tanto, la marrabenta es una mezcla entre los ritmos tradicionales mozambiqueños y de sus países vecinos, la música popular portuguesa e influencias de la música popular europea que recibieron a través de la radio. Este género obtuvo popularidad gracias a sus primeros artistas, como Fany Pfumo, Dilon Djindji y Wazimbo entre otros. 
Además de temáticas cotidianas y románticas, incluye en sus letras crítica social y eventos de actualidad. Las letras de la marrabenta suelen estar en portugués, además de en lenguas locales como la shangaan y la ronga.

## Forma contemporánea
El género evolucionó a lo largo del tiempo en su forma moderna. Esta evolución se ve representada en bandas de marrabenta como Eyuphuro y la Orchestra Marrabenta Star de Moçambique. En su forma contemporánea, también se ha combinado con otros géneros pop. La banda mozambiqueña Mabulu mezcla la marrabenta con la música hip hop.
En la actualidad, la marrabenta refleja influencias de todo el mundo, entre ellas el rhythm and blues, el reggae y el blues. Esto ha propiciado la aparición de subgéneros como la pandza, que es una mezcla de reggae y marrabenta, actualmente es muy popular entre los jóvenes mozambiqueños.